# Вабба, Аюба
Аюба Филибус Вабба (англ. Ayuba Philibus Wabba; 22 октября 1968 года, район местного управления Аскира/Уба, штат Борно, Нигерия) — нигерийский и международный профсоюзный деятель, президент Международной конфедерации профсоюзов (2018—2022).

## Биография
Обучался в Государственном университете Имо в Оверри.
Во время учебы занялся профсоюзной деятельностью, являлся президентом национального союза студентов медицинской технологии, секретарем профсоюза медицинских работников и работников здравоохранения в штате Борно и президентом профсоюза медицинских работников и работников здравоохранения на общегосударственном уровне. В 2007 году был избран национальным казначеем Конгресса трудящихся Нигерии. В 2015 был избран национальным президентом Конгресса трудящихся Нигерии.
4 декабря 2018 года был избран президентом Международной конфедерации профсоюзов. Находился в должности до 22 ноября 2022 года. На посту его сменила Акико Гоно.
В 2023 году покинул пост президента Конгресса трудящихся Нигерии.